# Dolores (El Salvador)
Dolores es un distrito del municipio de Cabañas Este del departamento de Cabañas, El Salvador. Tiene una población estimada de 6.267 habitantes para el año 2024. Colinda al este con el municipio de Nuevo Edén de San Juan, Departamento de San Miguel con el río Río Lempa al sur con San Idelfonso, Departamento de San Vicente con el río Titihuapa.

## Historia
De acuerdo a algunas versiones, en 1681 el poblado de Puebla de Titihuapa se fundó a unos 3.5 km del actual asentamiento, el cual sería trasladado a las cercanías del río Sisicua debido a una peste de viruela en 1731. Esta aldea era conocida como Puebla Nueva de Titihuapa o La Puebla Nueva. Hacia 1781 sus habitantes se desplazaron al actual sitio y cinco años después fue cabecera del Partido de Sensuntepeque. En 1807 tenía 400 pobladores. Obtuvo el título de villa en 1831 y se anexó al distrito de Sensuntepeque en 1873. No existe certeza de cuando adquirió el apelativo de Dolores.

## Información general
El distrito cubre un área de 149,05 km² y la cabecera tiene una altitud de 110 m s. n. m. El topónimo Titihuapa significa «Río de los Brujos del Fuego» o «Río de los Hechiceros Negros» y era conocido como Totiguapa en 1765 y Titiguapa en 1770, 1781 y 1807. Hacia 1839, por mandato legislativo, fue nombrada como villa de Dolores Titihuapa cuando le fueron anexadas las haciendas de San Francisco, Candelaria Lempa y San Ildefonso. En el municipio se celebran Romerías en honor a la Virgen de Dolores, una semana previa a Semana Santa (conocida como Semana de Dolores). Las fiestas patronales se celebran el 15 de septiembre en honor a la Virgen de Dolores. (debido a las fiestas de independencia se celebra el 14 de dicho mes)